# Lac North
Le lac North est un lac partagé entre le Maine et le Nouveau-Brunswick, le long de la frontière entre le Canada et les États-Unis.
Il fait partie des lacs Chiputneticook dont il est le plus septentrional.